# Unique Ingredient Identifier
El UNique Ingredient Identifier (UNII) (Identificador d'ingredient únic) és un identificador no-propietari, lliure, únic i inequívoc, no semàntic i alfanumèric vinculat a l'estructura molecular d'una substància i/o la informació descriptiva pel Sistema de Registre de substàncies (Substance Registration System) de la FDA. Un UNII sempre té deu caràcters de longitud, i es genera a l'atzar, perquè no contingui cap informació inherent sobre el temps d'entrada o el tipus de substància.
El SRS és usat per generar identificadors permanents i únics per a les substàncies en productes regulats, com ara ingredients de medicaments. El sistema utilitza l'estructura molecular i la informació descriptiva per definir una substància i generar un UNII. El principal mitjà per a la definició d'una substància és per la seva estructura molecular representada en un plànol bidimensional. Quan una estructura molecular no està disponible (per exemple, productes botànics), el UNII es defineix a partir de la informació descriptiva.
El procediment i maneig del SRS és proporcionat pel Consell SRS, que inclou experts de la FDA i el United States Pharmacopeia (USP).

## Exemples
| Terme preferit | UNII       |
| -------------- | ---------- |
| Testosterona   | 3XMK78S47O |
| Metadona       | UC6VBE7V1Z |
| Aigua          | 059QF0KO0R |